# Vellerup
Vellerup is een plaats in de Deense regio Hovedstaden, gemeente Frederikssund, en telt 436 inwoners (2007).